# Lasocin (gmina)
Lasocin (do 1870 Dębno) – dawna gmina wiejska istniejąca do 1954 roku w woj. kieleckim. Siedzibą władz gminy był Lasocin.
Gmina Lasocin powstała za Królestwa Polskiego w powiecie kozienickim w guberni radomskiej 13 stycznia 1870 w związku z przemianowaniem dotychczasowej gminy Dembno na Lasocin (po przyłączeniu do niej zniesionego miasta Lasocin).
W okresie międzywojennym gmina Lasocin należała do powiatu opatowskiego w woj. kieleckim. 1 kwietnia 1927 do gminy Lasocin włączono wieś Szymanówka oraz kolonie Ścięgno i Zapusta z gminy Czyżów Szlachecki. 1 kwietnia 1929 z gminy Lasocin wyłączono wieś Karsy i kolonię Sado-Karsy, włączając je do gminy Ożarów.
Po wojnie gmina zachowała przynależność administracyjną. Według stanu z dnia 1 lipca 1952 roku gmina składała się z 12 gromad: Biedrzychów, Czachów, Dębno, Janopol, Janów, Lasocin, Linów, Linów kol., Łubowa, Maruszów, Szymanówka i Wlonice B.
Jednostka została zniesiona 29 września 1954 roku wraz z reformą wprowadzającą gromady w miejsce gmin. Po reaktywowaniu gmin z dniem 1 stycznia 1973 roku gminy Lasocin nie przywrócono, a jej dawny obszar wszedł głównie w skład gmin Ożarów (w tymże powiecie i województwie) i Zawichost (w powiecie sandomierskim w tymże województwie).